# 弗兰克·梅森三世
弗兰克·利奥·梅森三世（英語：Frank Leo Mason III，1994年4月3日—）為美国男子篮球运动员。
在堪薩斯大學時期，是球隊的的先發控球後衛。2016-17賽季，是公認的年度全國最佳球員，大四賽季，他也是公認的全美最佳球員。
梅森在維吉尼亞州長大，高中四年得到了 1901分，這是校史上得分第二高的球員，僅次於名人堂成員摩西·马龙。
2024年10月5日，中国男子篮球职业联赛福建浔兴與梅森完成簽約。10月26日，特雷·戈尔登加盟福建浔兴，梅森被福建浔兴取消註冊。